# Renedo de la Inera
Renedo de la Inera es una localidad de la provincia de Palencia (Castilla y León, España) que pertenece al municipio de Aguilar de Campoo.

## Geografía
Situado al este de Rebolledo y a una distancia de 7 km de Aguilar de Campoo, la capital municipal, en la comarca de la Montaña Palentina.

## Demografía
Evolución de la población en el siglo XXI
| Gráfica de evolución demográfica de Renedo de la Inera entre 2007 y 2022 |
|                                                                          |
| Población de derecho (2000-2020) según el padrón municipal del INE       |

Renedo de la Inera no fue considerada unidad poblacional por el Instituto Nacional de Estadística hasta el año 2007.

## Historia
En época medieval es posible que fuese aldea de Aguilar como ocurría con sus vecinas Rebolledo de la Inera y Pomar de Valdivía. En lo eclesiástico estaba incluido dentro del arciprestazgo de Aguilar, dependiente a su vez de la diócesis burgalesa.

## Patrimonio
- Iglesia de San Roque: De origen románico (siglo XII), la iglesia parroquial de Renedo de la Inera de una sola nave y sin crucero entraría a formar parte del grupo denominado por García Guinea como iglesias de concejo. Rodea al templo una necrópolis rupestre de tumbas antropomorfas.[4] Esta iglesia fue sometida a una intervención integral de restauración dentro del Plan del Románico Norte en el año 2008.